# Pürewdordżijn Orchon
Pürewdordżijn Orchon (mong. Пүрэвдоржийн Орхон; ur. 25 grudnia 1993) – mongolska zapaśniczka. Dwukrotna olimpijka. Zajęła piąte miejsce  w Paryżu 2024 w kategorii do 62 kg i siódme w Rio de Janeiro 2016 w kategorii 58 kg.
Mistrzyni świata w 2017. Złota medalistka mistrzostw Azji w 2018; srebrna 2014 i 2023. Piąta na Uniwersjadzie 2013. Mistrzyni świata wojskowych w 2017, a druga w 2014. Trzecia w Pucharze Świata w 
2017, 2018 i 2022, a także na MŚ juniorów w 2013 roku.
Zdobyła złoty medal na igrzyskach azjatyckich w 2018 w kategorii 62 kg, ale potem została zdyskwalifikowana za doping (Stanozolol).
Absolwentka Mongolian University of Science and Technology w Ułan Bator.